# Tannurin
Tannurin (tiếng Ả Rập: تنورين) là một ngôi làng ở Syria thuộc quận Talkalakh, tỉnh Homs. Nó nằm trong khu vực được gọi là Wadi al-Nasara ('thung lũng của các Kitô hữu'). Theo Cục Thống kê Trung ương Syria, Tannurin có dân số 484 người trong cuộc điều tra dân số năm 2004.